# Courante
Courante, corrente, coranto, corant ou curant é uma família de  danças em compasso ternário, do final do  Renascimento e início da era barroca. Em uma suíte barroca, uma courante francesa ou italiana é normalmente precedida por uma allemande.  Na sua  origem, a corrente  era uma dança popular de casal que previa uma pantomima de galanteio ou namoro.

## Tipos decourante

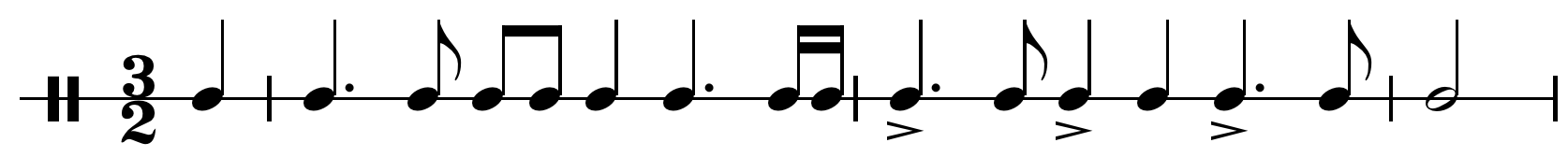
Ritmo de uma courante.

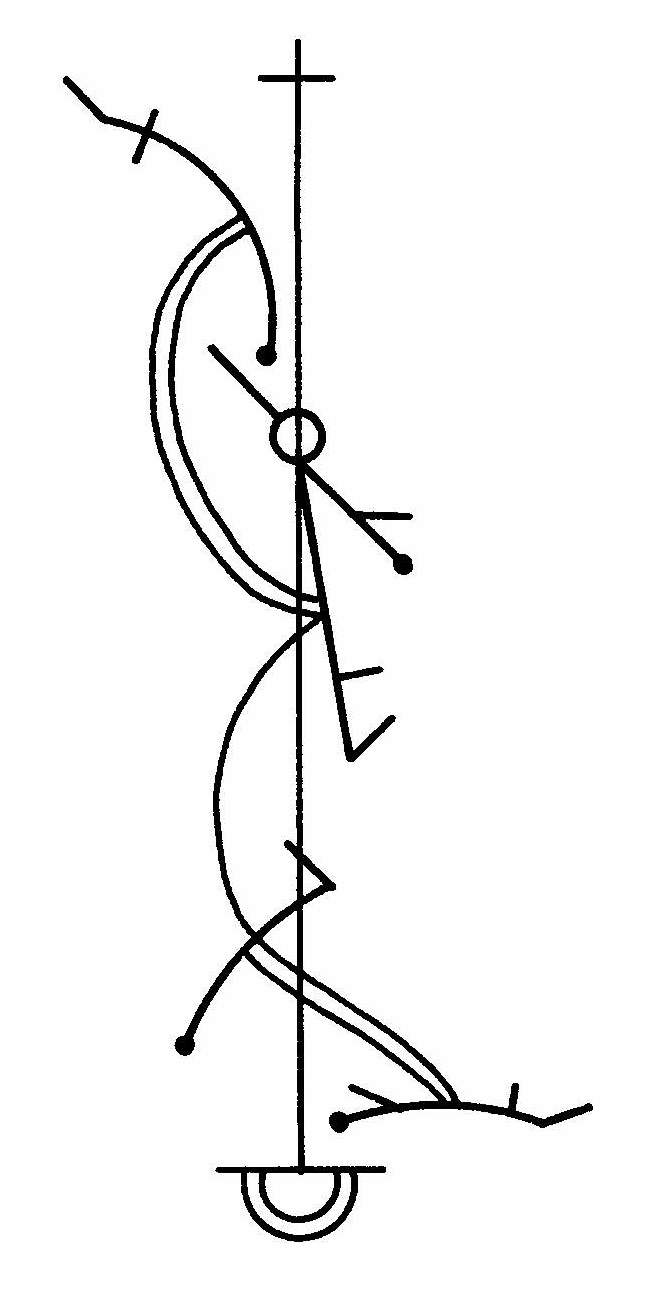
Notação de Beauchamp-Feuillet: passos da courante

Courante significa literalmente correndo e, no Renascimento, era dançada com passos "saltados", como descrito por Thoinot Arbeau. Já no Barroco, foi descrita por Johann Mattheson, em Der vollkommene Capellmeister (Hamburg, 1739), como "principalmente caracterizada pela paixão ou doce expectativa. Algo de saudade, sinceridade e gratificação, na sua melodia: música em que esperanças são construídas" (citado em Alfred Dürr, prefácio da versão adaptada para piano ou cravo das suítes francesas de  Johann Sebastian Bach BWV 812–817). Já Johann Gottfried Walther, no seu livro Musicalisches Lexicon (Leipzig, 1732), afirma que o ritmo é o "mais sério que se pode encontrar".
Durante a era barroca, existiam dois tipos de courante - a francesa e a italiana. A francesa é geralmente escrita em compasso ternário 3
2  ou  6
4, em andamento moderado (moderato). É a mais lenta das danças francesas da suíte. É descrita por Mattheson, Quantz e Rousseau como solene e magnífica, enquanto a italiana, também escrita em compasso ternário, tem andamento rápido (vivace).
Na forma instrumental estilizada, compositores do período barroco tais como Michelangelo Rossi, Johann Sebastian Bach, Arcangelo Corelli, Georg Friedrich Händel, entre outros, fizeram amplo uso  da courante. Mais recentemente, também foi usada por Richard Strauss, em  Tanzsuite aus Klavierstücken von François Couperin,  baseada em peças para cravo, de  François Couperin.